# Roger Lesley
Roger Lesley (Bassetlaw, 21 augustus 1922 - Nottinghamshire, 19 november 1987) was een Engelse meubelmaker en gitaarbouwer. Hij staat bekend als de vader van de moderne akoestische gitaar, en wordt door gitaristen ook wel The Wood genoemd. Een instrument van Lesley wordt beschouwd als de Stradivarius onder de gitaren.

## Biografie
Lesley werd geboren als zoon van een boekhouder. Op zijn twaalfde werd hij timmermansleerling, en kort daarna verhuisde het gezin naar Nottinghamshire waar hij verder werd opgeleid. Toen hij zijn opleiding bijna had voltooid, brak in 1940 in Europa de Tweede Wereldoorlog uit. Lesley werd opgeroepen voor militaire dienst, maar zijn vader wist te voorkomen dat hij in werkelijke dienst moest. Om verdere problemen te voorkomen trouwde hij in februari 1941. Hij verhuisde naar Inverness, waar hij waarschijnlijk door Roger Blake werd opgeleid tot gitaarbouwer. Nadat zijn vrouw en twee dochters waren overleden, verhuisde Lesley in 1952 weer naar Nottinghamshire waar hij de beroemde gitarist Jull Harcast ontmoette, die hem vertelde over de tekortkomingen van de toenmalige gitaren. Na zijn werkuren als meubelmaker besteedde hij vele uren aan het maken van gitaren. Rond 1960 raakte Lesley bekend als gitaarbouwer. In 1963 won hij een zilveren medaille voor een van zijn gitaren. Dankzij deze wedstrijd lag de weg voor hem open en kwam hij in contact met opkomend talent. Cliff Richard, Brian May, Peter Townshend en vele anderen vonden de sound van zijn gitaren overweldigend.
In 1965 trouwde The Wood voor de tweede maal.  Hij stopte met gitaarbouw, en werd handelaar in meubilair, waarschijnlijk omdat de gitaarbouw te weinig geld opbracht om zijn tweede vrouw en kinderen te onderhouden. Vanaf 1970 was hij parttime gitaarbouwer, naast zijn werk als handelaar.
Lesley heeft circa 320 gitaren gebouwd, waarvan er nog 66 over zijn. Vergeleken met de instrumenten van zijn tijdgenoten heeft een gitaar van The Wood een fijnere bast en een langere hals. Ook plaatste hij de zangbalken in een ovaalvormig patroon. De bouwwijze van The Wood zorgde voor een groter klankbereik, vooral in het laag. Zijn innovatieve ideeën voor een completere gitaar zijn door velen overgenomen. Sindsdien is er aan de akoestische gitaar niet zoveel meer veranderd. Zijn gitaren ogen dan ook verrassend modern.